# Sérgio Sérvulo da Cunha
Sérgio Sérvulo da Cunha (Santos, 1935 - Santos, 11 de dezembro de 2021) foi um jurista, filósofo, advogado, poeta e professor brasileiro. Autor de vários livros e artigos, entre as diversas atividades desenvolvidas, foi procurador do Estado de São Paulo e vice-prefeito de Santos. No início dos anos 1980, como presidente da Sub-Secção de Santos da Ordem dos Advogados do Brasil (OAB), presidiu a Comissão pela Autonomia de Santos. Em 1992, foi advogado de acusação no processo de impeachment contra o então presidente Fernando Collor.

## Biografia
Sérgio Sérvulo da Cunha fez o então curso primário no Instituto Educacional, o ginasial no Colégio Bandeirantes, em São Paulo e o clássico no Colégio Estadual Canadá, em Santos. Formou-se em Direito pela Universidade de São Paulo (1958), e em 1962, licenciou-se em Filosofia pela mesma Universidade.
Em 1959, casou-se com Yara Paolozzi Sérvulo da Cunha, com quem teve cinco filhos: Marcos, Paulo, Vitor, Mariana e Luciana (Cuca).
Faleceu em 11 de dezembro de 2021, quando se recuperava de um AVC. Foi velado no Salão Nobre da Prefeitura de Santos e o seu corpo levado para a cidade de Pedro de Toledo, onde foi sepultado.

### Vida profissional
Durante o curso universitário deu aulas particulares, trabalhou no City Bank, e, como taquígrafo, em Máquinas Agrícolas Tigre, no Tribunal de Contas do Estado de São Paulo, na Assembléia Legislativa do Estado de São Paulo, na Câmara Municipal de Santos; foi estagiário na Frente Nacional do Trabalho, criada por Mário Carvalho de Jesus.
Foi Procurador do Estado de São Paulo e professor de Direito Civil na Faculdade de Direito da Universidade Católica de Santos. Deu a aula inaugural do Curso de Introdução à Política da Escola do Legislativo e da Democracia da Câmara de Cubatão. Deu a palestra de encerramento do VI Encontro Nacional dos Advogados Públicos Federais. Foi várias vezes conferencista convidado nos congressos promovidos pela Deutsch-Brasilianische Juristenvereinigung e pela Faculdade CESUSC. Colaborou com os jornais A Tribuna (Santos) e Cidade de Santos, e a revista Pequenas Empresas & Grandes Negócios.
Foi presidente da OAB-Santos, coordenador do Departamento de Estudos e Pesquisas da OAB-SP (1983-1985) e ocupou várias posições no Conselho Federal da OAB, incluindo assessor da presidência nas gestões de Ophir Cavalcante, Marcello Lavenère e José Roberto Batochio; coordenador do Bureau de Acompanhamento da Constituinte (1987-1988); vice-presidente da Comissão de Direitos Humanos (1987-1988) e membro da Comissão de Estudos Constitucionais (1997-1998). Representou a OAB nacional no Movimento pela Ética na Política e no Fórum Nacional contra a Violência no Campo. Também foi membro do Secretariado Internacional de Juristas para a Anistia e Democracia, da Associação Brasileira de Constitucionalistas Democratas, do Conselho Diretor do Instituto Brasileiro de Direito do Seguro e da Comissão Permanente de Direito Constitucional do Instituto dos Advogados Brasileiros.

### Vida política
No início dos anos 1980, Sérgio Sérvulo da Cunha presidiu da Comissão pela Autonomia de Santos. O município teve sua autonomia político-administrativa cassada em 1969, pela ditadura civil-militar, que incluiu Santos entre as localidades consideradas área de segurança nacional, e que eram governadas por interventores ou prefeitos biônicos, e não mais por prefeitos eleitos pelo voto popular. Além de capitais, eram classificadas assim localidades estratégicas.
A partir da anistia e do desgaste da ditadura, cresceu a mobilização pela reconquista da autonomia de Santos. Lideranças políticas, sociais e intelectuais se uniram em torno da causa, atuando junto aos Poderes da República. A luta obteve apoio popular - a torcida do Santos Futebol Clube, por exemplo, exibia faixas nas arquibancadas em defesa da causa.
A atuação de Sérgio Sérvulo da Cunha na liderança da comissão foi fundamental para que, em 27 de abril de 1983, fosse aprovado projeto de lei do então deputado federal santista Gastone Righi (PTB), reestabelecendo a autonomia político-administrativa de Santos. Em 1984 foram, finalmente, realizadas eleições municipais e no dia 9 de julho daquele ano, com a posse de Oswaldo Justo (PMDB), finalmente o município reconquistava sua autonomia.
Quatro anos depois, Sérgio Sérvulo da Cunha, filiado ao PSB, teve o nome referendado para ser candidato a vice-prefeito de Telma de Souza (PT), na coligação denominada Unidade Democrática Popular (UDP) e que incluía, além do PT e do PSB propriamente ditos, o PCdoB e o PV. As eleições de 1988 foram acirradíssimas, e Telma venceu por um diferença inferior a 1 mil votos.
Além de vice-prefeito, Sérgio Sérvulo da Cunha assumiu a Secretaria de Assuntos Jurídicos, cargo equivalente ao de procurador-chefe do Executivo. Nessa função, exercida entre janeiro de 1989 e abril de 1990, liderou embates jurídicos em defesa das políticas implementadas por aquela gestão, como a intervenção na Casa de Saúde Anchieta e a implantação de um programa de humanização de saúde mental; a intervenção na Viação Santos-São Vicente, que operava parte das linhas de ônibus e agia sob suspeitas de irregularides; e pela manutenção do D.O. Urgente, veículo de comunicação pública recém criado.
Em 1992, já desligado da pasta de Assuntos Jurídicos, foi um dos advogados de acusação no processo de impeachment do então presidente Fernando Collor de Mello.
Entre 2003 e 2004, foi chefe de gabinete do ministro da Justiça Márcio Thomaz Bastos. Desde a criação do Fórum da Cidadania de Santos, em 2002, participa de atividades e exerce funções de coordenação e lideranças dessa organização popular.

## Livros e outras obras
Sérgio Sérvulo da Cunha é autor das seguintes obras:
Como Sérgio Sérvulo da Cunha:
- Direito de família. Mudanças. São Paulo, Revista dos Tribunais, 1985;
- O que é voto distrital. Porto Alegre, Sérgio A. Fabris, 1992;
- A OAB e o impeachment (org.) Brasília, OAB, 1992;
- Revisão constitucional (org.). Porto Alegre, Sérgio A. Fabris, 1993;
- O efeito vinculante e os poderes do juiz, São Paulo, Saraiva, 1999;
- Manual das eleições (co-autor: Roberto Amaral). São Paulo, Saraiva, 2002;
- Dicionário Compacto do Direito, São Paulo, Saraiva, 2002;
- Estudos de Direito Constitucional, em homenagem a José Afonso da Silva (co-organizador Eros Roberto Grau), São Paulo, Saraiva, 2003;
- Fundamentos de Direito Constitucional, vol. I, São Paulo, Saraiva, 2004;
- Princípios constitucionais, São Paulo, Saraiva, 2006;
- Fundamentos de Direito Constitucional, vol. II, São Paulo, Saraiva, 2008;
- Uma Deusa Chamada Justiça, São Paulo, Wmf Martins Fontes, 2009;
- Recurso Extraordinário e Recurso Especial, São Paulo, Saraiva, 2010;
- Ética, São Paulo, Saraiva, 2012.
- Reforma política.
- Investigação sobre o possível, Barra Livros, 2015
- Antropologia Cristã, Barra Livros, 2016
- Introdução à filosofia e outros escritos, 2017
- Abaixo a censura, Barra Livros, 2017
- Dever constitucional de fundamentar, Editora Sergio Antonio Fabris, 2018
- Nascimento do liberalismo, Barra Livros, 2020

Com o pseudônimo de Sérgio Paolozzi:
- Poemas de toda a vida (São Paulo, Editora Nhambiquara, 2014)
- O canto da cigarra (Santos, Imaginário Coletivo, 2019)
- O galo urbano (Santos, Imaginário Coletivo, 2019)
- A palavra exata (Santos, Imaginário Coletivo, 2019

## Reconhecimento
Segundo o pesquisador Frederico de Almeida, Sérvulo da Cunha foi "figura prestigiada entre advogados e setores políticos e profissionais progressistas", e um dos melhores exemplos de "juristas políticos", agentes que "transitam entre os campos político e jurídico com relativo equilíbrio de investimentos, embora mantenham vinculação predominante ao mundo do direito". De acordo com a Estação da Cidadania de Santos, foi reconhecido "por sua importante trajetória como jurista e pensador político". Foi homenageado em 2014 pelo Conselho Federal da OAB como um dos advogados que defenderam os perseguidos pela ditadura militar. Na ocasião, Marcus Vinicius Furtado Coêlho, presidente do Conselho, disse que "em tempos tão hostis, tínhamos na figura destes honrosos senhores a segurança de uma representação legal da sociedade nos raros interrogatórios em que se permitia a figura do advogado. A homenagem do Conselho Federal, neste momento, é prestada aos profissionais que salvaram vidas". Recebeu o título de Professor Honoris Causa da Faculdade CESUSC.
Seu falecimento foi lamentado por vários juristas. José Roberto Batochio, ex-presidente da OAB-SP e do Conselho Federal, disse que "os caminhos da justiça e da cidadania ficam mais estreitos, os dias de esperança igualitária mais opacos, as letras jurídicas menos cintilantes". O jurista Lenio Streck disse que "Sérgio, jurista e humanista, trazia no nome — Sérvulo — o seu destino de servir a democracia e as causas justas. Daquelas pessoas que, ao longe, já as pessoas identificavam: lá vem um homem de bem!". Luiz Flávio Borges D'Urso, presidente da Academia Brasileira de Direito Criminal, afirmou que ele "deixa um exemplo indelével de como enfrentar questões graves e complexas com simplicidade e eficiência. Muito respeitado, jamais será esquecido por quem o conheceu". O Grupo Prerrogativas, em nota de pesar, prestou homenagem "a este grande brasileiro, cuja vida e obra são inspirações para todos nós", por ter dedicado "sua vida à defesa da advocacia, da democracia e dos direitos humanos, deixando um grande exemplo e legado para as futuras gerações".